# Algrange
Algrange är en kommun i departementet Moselle i regionen Grand Est (tidigare regionen Lorraine) i nordöstra Frankrike. Kommunen ligger i kantonen Algrange som tillhör arrondissementet Thionville-Ouest. År 2022 hade Algrange 5 928 invånare.

## Befolkningsutveckling
Antalet invånare i kommunen Algrange
| Referens: INSEE |